# De Ruyter (1935)
«Де Рюйтер» був легким крейсером Королівського флоту Нідерландів та сьомим кораблем, названим на честь флотоводця Міхіеля де Рюйтера.

## Конструкція
«Де Рюйтер» проєктувався під час Великої депресії, яка співпала з періодом значного впливу пацифізму у Нідерландах. Через це проєкт офіціально класифікувався як flottieljeleider (лідер есмінців), а не крейсер, і його прагнули зробити якомога дешевшим.
Крейсер мав посилити два існуючі крейсери типу «Ява» для забезпечення оборони Нідерландської Ост-Індії. Його поява мала забезпечити постійну наявність двох крейсерів на час необхідних ремонтів кораблів.
Через наслідки надмірної економії «Де Рюйтер» мав менш потужну батарею з семи 150 мм гармат, що менше, ніж у сучасних йому кораблів аналогічного класу, наприклад британських крейсерів типу «Ліндер», а також неадекватне бронювання, відсутність далекобійних зенітних гармат. Втім система управління артилерійським вогнем була високоефективною.

## Історія служби
Під час Другої світової війни «Де Рюйтер» активно брав участь у бойовитх діях на морі під час невдалих спроб відбити японське вторгнення. Так 4 лютого 1942 року крейсер зазнав незначних ушкоджень від авіаційного удару під час бою в Макасарській протоці. Корабель також взяв участь у битві у протоці Бадунг 18 лютого того ж року.

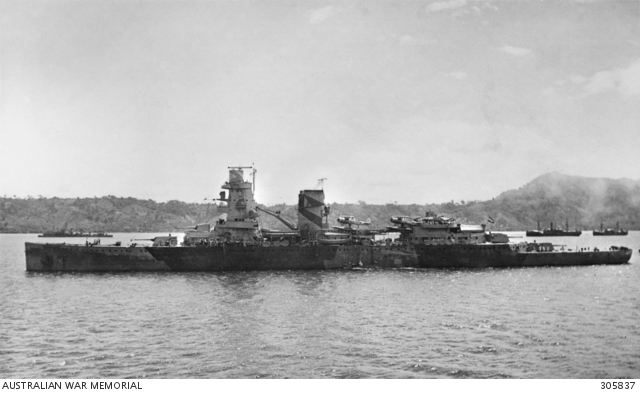
«Де Рюйтер» незадовго до загибелі під час битви у Яванському морі

Під час битви в Яванському морі «Де Рюйтер» був флагманським кораблем контр-адмірала Карела Доормана. Під час раптової нічної атаки японських важких крейсерів був уражений одною торпедою типу 93 з крейсера «Хагуро». «Де Рюйтер» загорівся і затонув приблизно за три години, забравши з собою 367 членів екіпажу.